# Tokyo Ghoul
Tokyo Ghoul (jap. 東京喰種-トーキョーグール-, Tōkyō Gūru, dt. „Tokio-Ghul“) ist eine Manga-Serie von Sui Ishida. Sie erschien zwischen September 2011 und September 2014 in Shūeishas Seinen-Manga-Magazin Young Jump und wurde in vierzehn Sammelbänden zusammengefasst.
Ein Nachfolger mit dem Titel Tokyo Ghoul:re startete im Oktober 2014 im selben Magazin und eine Vorgeschichte mit dem Titel Tokyo Ghoul: JACK lief online auf Jump Live; eine OVA-Adaption dieser Geschichte erschien 2015. Eine Anime-Serie mit 12 Episoden von Studio Pierrot wurde auf dem Sender Tokyo MX zwischen Juli und September 2014 ausgestrahlt. Eine zweite Staffel, Tokyo Ghoul √A (sprich: Tokyo Ghoul Root A), mit ebenfalls 12 Episoden lief vom 9. Januar 2015 bis zum 3. März 2015. Der erste Teil der dritten Staffel, Tokyo Ghoul:re, bestehend aus 12 Episoden lief vom 3. April 2018 bis zum 19. Juni 2018. Der zweite Teil der dritten Staffel unter dem Namen Tokyo Ghoul:re 2nd Season mit 12 Folgen wurde zwischen dem 9. Oktober 2018 und dem 25. Dezember 2018 in Japan ausgestrahlt.

## Handlung
In der Geschichte von Tokyo Ghoul geht es um den Studenten Ken Kaneki, der sich in eine junge Frau namens Liz verliebt. Nach einem Treffen mit ihr beißt sie ihm in einer abgelegenen Gasse in die Schulter und offenbart, dass sie ein „Ghul“ ist (Ghule sind Kreaturen, die vom Aussehen her den Menschen gleichen, sich aber ausschließlich von Menschenfleisch ernähren können). Als Liz dabei ist, Ken zu essen, fallen mehrere große Metallstangen von der Baustelle eines Hochhauses auf sie herab. Liz stirbt dabei, während Ken mit lebensbedrohlichen Verletzungen ins Krankenhaus gebracht wird. Nachdem er sich wieder erholt hat, wird er vom Krankenhaus entlassen. Noch am Tag der Entlassung findet er heraus, dass er kein Mensch mehr ist: Im Spiegel sieht er, dass er nun ein Ghul-Auge besitzt (Ghule haben eigentlich zwei Ghul-Augen, aber Ken besitzt nur eines). Ihm wird klar, dass ihm im Krankenhaus die Organe von Liz transplantiert wurden. Da er nun Liz’ Organe besitzt, ist er ein sogenannter und sehr selten vorkommender „Halb-Ghul“. Weil er sich sonst an niemanden wenden kann, wird er von einer Gruppe Ghulen aufgenommen, die das „Café Antik“ (Original: Anteiku) führen. Sie bringen ihm bei, wie er sein neues Leben als Halb-Ghul meistert und erklären ihm viel über die Gesellschaft der Ghule, deren Fraktionen und dass er seine Identität vor anderen Menschen geheim halten muss.
Er sträubt sich zwar Menschenfleisch zu verzehren, ist jedoch in manchen Situationen dazu gezwungen. Am Ende der ersten Staffel wird er von einer Gruppe extremistischer Ghule entführt und gefoltert, bis er seine Ghulnatur anerkennt, weiße Haare und schwarze Nägel bekommt und seinen Peiniger beinahe tötet und anschließend verschlingt. Er ist nun brutaler, um die zu schützen, die ihm etwas bedeuten.
In der Vorgeschichte Tokyo Ghoul: JACK geht es um die Jugend von Kishou Arima und Taishi Fura, zwei Charaktere aus der Hauptserie, die sich zusammentun, um den Tod eines Freundes von Taishi zu untersuchen. Dieser starb durch die Hand eines berüchtigten Ghuls namens „Lantern“ und Taishi folgt Arima und tritt letzten Endes der CCG (Commission of Counter Ghoul) bei; der Bundesbehörde, die sich um Verbrechen kümmert, die in Verbindung mit Ghulen stehen.
Im Nachfolger Tokyo Ghoul:re geht es um Kaneki, der unter Gedächtnisverlust leidet. Mit seiner neuen Identität als Haise Sasaki ist er der Anführer eines Sonderteams der CCG namens „Quinks“, die alle vom CCG operiert wurden und jetzt Halbghule sind, sogenannte Quinks. Die meisten haben zwar Krallen, jedoch müssen sie kein Menschenfleisch essen und können ein menschliches Leben führen.

## Charaktere

### Ken Kaneki
Ken Kaneki ist ein schüchterner Jugendlicher, der nicht gut als Halbghul zurechtkommt. Trotzdem ist er ein starker Ghul, der sich schnell heilen und noch schneller Ermittler besiegen kann. Nachdem er von Jason gefoltert wurde, wird er brutaler und stärker, um niemanden mehr sterben zu lassen. Als Ghul hat er zwei Pseudonyme vom CCG: „Augenklappe“, wegen seiner Maske, und „Tausendfüßler“, wegen seiner Kralle, die wie ein Tausendfüßer aussieht. Er liebt Bücher und würde gerne mal seine Lieblingsautorin Sen Takatsuki treffen. Im normalen Leben trägt er eine Augenklappe, da er sein Ghulauge nicht kontrollieren kann. Er besitzt schwarze Haare, bekommt aber durch das Trauma der Folter von Jason weiße Haare und schwarze Zehen- und Fingernägel, außerdem wird er muskulöser.
Später verlässt Kaneki das „Antik“, um eigene Nachforschungen anzustellen. Mit dem Wechsel der Haarfarbe verändert sich auch sein Charakter.
Als Haise Sasaki hat er einen etwas anderen Charakter. Er ist nun Ghul-Ermittler, jedoch ist er der Meinung, dass man Ghule nicht grundlos töten sollte. Er ist nun nicht mehr schüchtern, sondern offener. Seine Standardkleidung besteht aus einem schwarzen Hemd mit einer weißen Krawatte und einem langen Mantel. Im Gegensatz zu Ken verabscheut er seine Ghulseite und kämpft nur in absoluten Notfällen mit seiner Kralle. Normalerweise benutzt er seine Quinke. Er ist ein sehr fürsorglicher Mentor, seine Schützlinge laufen ihm jedoch ständig weg, da er nicht sehr viel Durchsetzungskraft besitzt.
Als er wieder zu Ken Kaneki wird, tötet er wieder Ghulermittler, um nach wie vor seine Freunde und insbesondere Toka, die nun seine Ehefrau ist und ein Kind erwartet, zu beschützen.

### Tōka Kirishima
Tōka ist eine sehr impulsive Ghula, die aufbrausend und unfreundlich ist und Ken häufig beschimpft. Trotzdem baut sie eine Bindung zu ihm auf und ist entsetzt über seine Verwandlung. Ihr Pony verdeckt ihr rechtes Auge. Sie hat einen jüngeren Bruder namens Ayato. Ihre Eltern starben, als sie von den Menschen als Ghule enttarnt und getötet wurden. Vom CCG wird sie aufgrund ihrer Maske „Hase“ genannt, nachdem sie den Ermittler Mado, als Racheakt tötet. Sie wohnt mit Hinami in ihrer Wohnung und versucht sie so gut wie es geht zu versorgen.

### Hideyoshi Nagachika
Hideyoshi, genannt Hide, ist ein Mensch und Kanekis bester Freund. Er ist ein lustiger und sehr auffälliger Mensch, ganz im Gegenteil zu Kaneki Ken. Hide hat orange-blonde Haare, die am Anfang der Geschichte kurz und am Ende relativ lang sind. Kaneki löste die Freundschaft nach seiner „Verwandlung“ durch Distanz auf, da er Angst hatte, Hide in die Ghulwelt hineinzuziehen. Auch hat er Hideyoshi nichts über diese Verwandlung erzählt, welcher es jedoch von Anfang an wusste. Im Laufe der Geschichte wird Hide Informant des CCG und Assistent von Kotaro Amon und Akira Mado. Dort lernt er auch Seido Takizawa kennen, mit dem er sich befreundet. Am Ende von Tokyo Ghoul ist Hide als vermisst gemeldet.

### Yoshimura (Kuzen)
Yoshimura ist ein Ghul und der Besitzer des Cafés namens „Antik“. Vom CCG wird er „Die Eule“ genannt. Er ist derjenige, der Kaneki in die Welt der Ghule einführt. Sie bauen schnell eine gute Beziehung zueinander auf, jedoch wird Yoshimura am Ende der zweiten Staffel des Animes vom CCG beinahe getötet. Er wird von einem anderen Ghul verschlungen und somit gerettet.

### Jason
Jason ist ein Ghul, welcher früher von einem sadistischen Ghul-Ermittler durch das Abtrennen von Zehen und Fingern gefoltert wurde. Er konnte entkommen und wendet die Methoden, mit der er gefoltert wurde, nun auf andere an. Er ist bekannt für sein charakteristisches Fingerknacken, welches Ken von ihm übernahm, nachdem er ihn schwer verwundet hatte. Er wird auch „Gecko“ genannt, aufgrund seiner auffälligen Gesichtszüge. Nachdem er von Ken besiegt und anschließend von Juzo Suzuya getötet wurde, wurde aus ihm eine Quinke hergestellt, die nun Juzo gehört.

### Hinami Fueguchi
Hinami ist ein junges, unschuldiges Mädchen. Ihre Eltern wurden von CCG-Ermittlern getötet, seitdem lebt sie bei Tōka. Tōka ist für Hinami wie eine Schwester und Ken wie ein Bruder. Sie hat eine Schuppen- und Panzerkralle.

### Uta
Uta ist der Betreiber des „HySy ArtMask Studios“, in dem er die Maske von so gut wie allen Hauptpersonen hergestellt hat. Uta ist ein alter Freund von Renji Yomo und Itori. Ken hatte am Anfang etwas Angst vor ihm. Als Ken von Jason entführt und gefoltert wurde, kam auch Uta mit, um ihn zu retten. Utas Maske stellt ein Voodoo-Gesicht dar und sein Ghul-Name ist „No Face“. Seine Kralle ist unbekannt.

### Jūzō Suzuya
Jūzō Suzuya ist ein junger Mann, welcher als Kind von einer Ghula namens „Big Madam“ missbraucht wurde. Er musste immer wieder im „Restaurant der Ghule“ als „Schlächter“ die Menschen vor einem Publikum umbringen. Big Madam hielt ihn als Hausmensch und schickte ihn nach jedem Kampf in seine Zelle und gab ihm eine bestimmte Punktzahl. Um ihn gegenüber Schmerzen abzustumpfen, verstümmelte sie seine Genitalien, sodass man ihn später keinem Geschlecht zuordnen kann, da sie wollte, dass Juzo ein Mädchen ist. Durch diese Misshandlungen wird er zu einem Soziopathen, welcher die Gefühle der anderen nicht versteht. Trotz allem blieben seine Fähigkeiten als „Schlächter“, sodass er als Ermittler mit Shinohara, einem CCG-Veteranen, zusammenarbeiten darf.

### Kureo Mado
Kureo ist ein Mann mittleren Alters, der als Fahnder für das CCG arbeitet. Er ist der Vater von Akira Mado sowie Partner und Mentor des CCG-Ermittlers Kōtarō Amon. Etwa zehn Jahre vor Beginn der Haupthandlung wurde seine Frau Kasuka von der „Einäugigen Eule“ getötet. Aufgrund dieses Ereignisses wurde sein Hass auf die Ghule gestärkt und er wurde ihnen gegenüber immer sadistischer. Sein größtes Ziel war die „Einäugige Eule“ zu finden und seine Frau zu rächen. Im Verlauf der ersten Staffel wird er von Hinami Fueguchi und Tōka Kirishima getötet.

## Veröffentlichungen

### Manga
Tokyo Ghoul begann als Manga-Serie, die von Sui Ishida geschrieben und gezeichnet wurde. Das erste Kapitel erschien am 8. September 2011 in der 41. Jahresausgabe von Weekly Young Jump, veröffentlicht von Shūeisha. Das letzte Kapitel erschien am 18. September 2014 in der 42. Jahresausgabe. Die Serie wurde in vierzehn Tankōbon-Ausgaben zusammengefasst und in Shūeishas Young Jump Comics Imprint zwischen dem 17. Februar 2012 und dem 17. Oktober 2014 veröffentlicht.
Eine deutsche Übersetzung von Yuko Keller erschien zwischen Mai 2014 und Juli 2016 bei Kazé Manga im VIZ-Media-Switzerland-Verlag. Seit August 2025 erscheint die Reihe als Tokyo Ghoul Gigantik in Doppelbänden beim Nachfolger Crunchyroll. Bisher ist einer von sieben geplanten Bänden erhältlich (Stand August 2025). Auf Englisch wird die Serie von Viz Media veröffentlicht.
Ein Prequel-Spinoff namens Tōkyō Ghoul: Jack erschien im Magazin Jump Live von August bis Oktober 2013, wobei die Kapitel am 18. Oktober 2013 in einem Band zusammengefasst wurden.
Das erste Kapitel des Nachfolgers mit dem Titel Tōkyō Ghoul:re erschien am 16. Oktober 2014 in der 46. Jahresausgabe des Weekly Young Jump. Die Serie spielt zwei Jahre nach dem Ende des ersten Mangas und führt neue Charaktere ein. Am 4. Juli 2018 wurde die Serie abgeschlossen, die auch in insgesamt 16 Sammelbänden erschien. Auf Deutsch erschienen von September 2016 bis März 2019 alle Bände bei Kazé Manga.

### Light Novels
Von Shin Towada stammen drei Light-Novel-Bände, zu denen Sui Ishida die Illustrationen beisteuerte: Tōkyō Ghoul: Hibi (東京喰種トーキョーグール [日々]) am 19. Juli 2013, Tōkyō Ghoul: Kōhaku (東京喰種トーキョーグール [空白]) vom 19. Juni 2014, sowie Tōkyō Ghoul: Sekijitsu (東京喰種トーキョーグール [昔日]) am 19. Dezember 2014.

### Anime
Eine Anime-Serie mit 12 Episoden von Studio Pierrot wurde zwischen dem 4. Juli und dem 19. September 2014 Punkt Mitternacht (und damit am vorigen Fernsehtag) auf Tokyo MX ausgestrahlt. Sie wurde mit bis zu einer Woche Versatz auch auf TV Aichi, TVQ, TV Ōsaka, AT-X und Dlife ausgestrahlt. Das Titellied trägt den Titel Unravel und wird von Tōru „TK“ Kitajima, dem Leader der Band Ling Tosite Sigure, gesungen; das Abspannlied Saints stammt von der Band People In The Box. Die Serie wurde mit englischen Untertiteln parallel dazu von Funimation gestreamt.
Die Serie wurde bisher in vier Ausgaben auf DVD- und Blu-Ray veröffentlicht. Eine Veröffentlichung im deutschsprachigen Raum auf DVD und Blu-ray folgte von 24. April 2015 bis 31. Juli 2015 bei Kazé Anime. Zusätzlich waren alle Folgen auch online bei Anime on Demand abrufbar.
Eine zweite Staffel mit weiteren 12 Folgen und dem Titel Tokyo Ghoul √A (sprich engl.: root A) lief vom 9. Januar bis 27. März 2015 auf Tokyo MX. Das Titellied der zweiten Staffel trägt den Titel Munō (無能) und stammt von Kunimitsu Takahashis (Gitarrist und Sänger der Band The cabs) Soloprojekt österreich mit Ai Kamano (haisuinonasa) als Sängerin, während der Abspanntitel Kisetsu wa Tsugitsugi Shindeiku (季節は次々死んでいく) von amazarashi stammt. Über Kazés Videoplattform Anime on Demand wird die Serie untertitelt als Simulcast gestreamt.
Am 30. September 2015 erschien die OVA Tōkyō Ghoul: Jack, die ein Prequel darstellt, sowie am 25. Dezember 2015 eine weitere OVA namens Tōkyō Ghoul: Pinto, die das dritte Kapitel des Romans Tokyo Ghoul: Hibi adaptiert.
Der erste Teil der dritten Staffel, Tokyo Ghoul:re, bestehend aus 12 Episoden lief vom 3. April 2018 bis zum 19. Juni 2018. Der zweite Teil der dritten Staffel unter dem Namen Tokyo Ghoul:re 2nd Season mit 12 Folgen wurde zwischen dem 9. Oktober 2018 und dem 25. Dezember 2018 in Japan ausgestrahlt.

#### Synchronisation
Die deutsche Fassung wurde von dem Studio VSI Berlin GmbH produziert. Die deutschen Dialoge schrieb Frank Preissler, der auch die Synchronregie führte.
| Rolle (jp./dt.)              | japanischer Sprecher (Seiyū) | deutscher Sprecher                                    |
| ---------------------------- | ---------------------------- | ----------------------------------------------------- |
| Ken Kaneki/Haise Sasaki      | Natsuki Hanae                | Ricardo Richter                                       |
| Tōka Kirishima               | Sora Amamiya                 | Sarah Alles                                           |
| Rize Kamishiro/Liz Kamishiro | Kana Hanazawa                | Giuliana Jakobeit                                     |
| Saiko Yonebayashi            | Ayane Sakura                 | Daniela Reidies                                       |
| Kuki Urie                    | Kaito Ishikawa               | Felix Spieß                                           |
| Toru Mutsuki                 | Natsumi Fujiwara             | Maja Maneiro                                          |
| Ginshi Shirazu               | Yuuma Uchida                 | Jesco Wirthgen                                        |
| Hideyoshi „Hide“ Nagachika   | Toshiyuki Toyonaga           | Jeffrey Wipprecht                                     |
| Nishiki Nishio               | Shintarō Asanuma             | Dirk Petrick                                          |
| Yoshimura                    | Takayuki Sugō                | Thomas Kästner                                        |
| Renji Yomo                   | Yūichi Nakamura              | Johannes Berenz                                       |
| Hinami Fueguchi              | Sumire Morohoshi             | Sarah Tkotsch                                         |
| Ryōko Fueguchi               | Fumiko Orikasa               | Nicole Hannak                                         |
| Shū Tsukiyama                | Mamoru Miyano                | Dirk Stollberg                                        |
| Kōtarō Amon                  | Katsuyuki Konishi            | Florian Hoffmann                                      |
| Kureo Mado                   | Tōru Ōkawa                   | Axel Lutter                                           |
| Yakumo Ōmori                 | Rintarō Nishi                | Joachim Kaps                                          |
| Ayato Kirishima              | Yūki Kaji                    | René Dawn-Claude                                      |
| Jūzō Suzuya                  | Rie Kugimiya                 | Katrin Zimmermann                                     |
| Yukinori Shinohara           | Yutaka Nakano                | Uwe Jellinek                                          |
| Itsuki Marude                | Yūji Ueda                    | Thomas Schmuckert                                     |
| Itori                        | Ayahi Takagaki               | Kaya Marie Möller                                     |
| Yoriko Kosaka                | Chinatsu Akasaki             | Maria Hönig                                           |
| Ippei Kusaba                 | Taishi Murata                | Steven Merting                                        |
| Kazuichi Banjō               | Kentarō Itō                  | Jesco Wirthgen                                        |
| Haru                         | Yurie Kobori                 | Melanie Isakowitz                                     |
| Akira Mado                   | Asami Seto                   | Antje Thiele                                          |
| Eto Yoshimura                | Maaya Sakamoto               | Julia Blankenburg                                     |
| Kishou Arima                 | Daisuke Namikawa             | Heiko Akrap (Staffel 3) Fabian Oscar Wien (Staffel 4) |
| Big Madam                    | Kimiko Saito                 | Nina Herting                                          |

#### Episoden
| Nr. (ges.) | Nr. (St.) | Originaltitel    | Deutscher Titel   | japanische Erstausstrahlung | deutsche Erstausstrahlung |
| ---------- | --------- | ---------------- | ----------------- | --------------------------- | ------------------------- |
| 1          | 1         | Higeki (悲劇)    | Tragödie          | 4. Juli 2014                | 19. August 2015           |
| 2          | 2         | Fuka (孵化)      | Einsamkeit        | 11. Juli 2014               | 26. August 2015           |
| 3          | 3         | Shirohato (白鳩) | Tauben            | 18. Juli 2014               | 2. September 2015         |
| 4          | 4         | Bansan (晩餐)    | Abendmahl         | 25. Juli 2014               | 9. September 2015         |
| 5          | 5         | Zankon (残痕)    | Narbe             | 1. August 2014              | 16. September 2015        |
| 6          | 6         | Shūu (驟雨)      | Regenguss         | 8. August 2014              | 23. September 2015        |
| 7          | 7         | Yūshū (幽囚)     | Gefangenschaft    | 15. August 2014             | 30. September 2015        |
| 8          | 8         | Enkan (円環)     | Schleife          | 22. August 2014             | 7. Oktober 2015           |
| 9          | 9         | Torikago (鳥籠)  | Vogelkäfig        | 29. August 2014             | 14. Oktober 2015          |
| 10         | 10        | Aogiri (青桐)    | Phönixbaum        | 5. September 2014           | 21. Oktober 2015          |
| 11         | 11        | Shōten (衝天)    | Wild entschlossen | 12. September 2014          | 28. Oktober 2015          |
| 12         | 12        | Kushu (喰種)     | Ghul              | 19. September 2014          | 4. November 2015          |

| Nr. (ges.) | Nr. (St.) | Originaltitel       | Deutscher Titel     | japanische Erstausstrahlung | deutsche Erstausstrahlung |
| ---------- | --------- | ------------------- | ------------------- | --------------------------- | ------------------------- |
| 13         | 1         | Shinkō (新洸)       | Neue Kraft          | 9. Januar 2015              | 3. August 2016            |
| 14         | 2         | Maika (舞花)        | Blütentanz          | 16. Januar 2015             | 10. August 2016           |
| 15         | 3         | Tsuhito (吊人)      | Der Gehängte        | 23. Januar 2015             | 17. August 2016           |
| 16         | 4         | Shinsō (深)         | Tiefe               | 30. Januar 2015             | 24. August 2016           |
| 17         | 5         | Kiretsu (裂目)      | Riss                | 6. Februar 2015             | 31. August 2016           |
| 18         | 6         | Chiji (千路)        | Tausend Schritte    | 13. Februar 2015            | 7. September 2016         |
| 19         | 7         | Tōka (透過)         | Transparenz         | 20. Februar 2015            | 14. September 2016        |
| 20         | 8         | Kyū kyū (旧九)      | Es war einmal       | 27. Februar 2015            | 21. September 2016        |
| 21         | 9         | Machi mochi (街望)  | Stadt voll Hoffnung | 6. März 2015                | 28. September 2016        |
| 22         | 10        | Tsui ame (終雨)     | Finaler Regen       | 13. März 2015               | 5. Oktober 2016           |
| 23         | 11        | Mitsuru hana (溢花) | Blütenmeer          | 20. März 2015               | 12. Oktober 2016          |
| 24         | 12        | Ken (研)            | Ken                 | 27. März 2015               | 19. Oktober 2016          |

| Nr. (ges.) | Nr. (St.) | Originaltitel                                       | Deutscher Titel                | japanische Erstausstrahlung | deutschsprachige Erstveröffentlichung |
| ---------- | --------- | --------------------------------------------------- | ------------------------------ | --------------------------- | ------------------------------------- |
| 25         | 1         | Karu Monotachi START (狩る者たち Start)             | Start – Jäger                  | 3. April 2018               | 3. April 2018                         |
| 26         | 2         | Kakera member (欠片 member)                         | Member – Fragment              | 10. April 2018              | 10. April 2018                        |
| 27         | 3         | Zenyasai fresh (前夜祭 fresh)                       | Fresh – Vorfeier               | 17. April 2018              | 17. April 2018                        |
| 28         | 4         | Ōkushon MAIN (オークション MAIN)                    | Auktion                        | 24. April 2018              | 24. April 2018                        |
| 29         | 5         | Chiri yuku yoru Press (散りゆく夜 Press)            | Press – Nacht der Zerstreuung  | 1. Mai 2018                 | 1. Mai 2018                           |
| 30         | 6         | Sono, hate ni turn (その、果てに turn)              | Also, Wendung, letztendlich    | 8. Mai 2018                 | 8. Mai 2018                           |
| 31         | 7         | Kokorooboe arishi hibi mind (心覚え在りし日々 mind) | Tage voller Erinnerung – mind  | 15. Mai 2018                | 15. Mai 2018                          |
| 32         | 8         | Ugomeku mono Take (蠢くモノ Take)                   | Take – Das sich Windende       | 22. Mai 2018                | 22. Mai 2018                          |
| 33         | 9         | Bōrei Play (亡霊 play)                              | play – Totenseelen             | 29. Mai 2018                | 29. Mai 2018                          |
| 34         | 10        | Yureru think (ゆれる think)                         | Unsicher sein – think          | 5. Juni 2018                | 5. Juni 2018                          |
| 35         | 11        | Ketsurakusha write (欠落者 write)                   | Vermisst – write               | 12. Juni 2018               | 12. Juni 2018                         |
| 36         | 12        | Yoake Beautiful Dream (夜明け Beautiful Dream)      | Tagesanbruch – Beautiful Dream | 19. Juni 2018               | 19. Juni 2018                         |

| Nr. (ges.) | Nr. (St.) | Originaltitel                                    | Deutscher Titel                 | japanische Erstausstrahlung | deutschsprachige Erstveröffentlichung |
| ---------- | --------- | ------------------------------------------------ | ------------------------------- | --------------------------- | ------------------------------------- |
| 37         | 1         | Soshite, Mōichido Place (そして、もう一度 Place) | Und noch einmal – Place         | 9. Oktober 2018             | 10. Oktober 2018                      |
| 38         | 2         | Shiroi Yami VOLT (白い闇 VOLT)                   | Weiße Dunkelheit – VOLT         | 16. Oktober 2018            | 17. Oktober 2018                      |
| 39         | 3         | Kurosu Gēmu union (クロスゲーム union)           | Cross Game – Union              | 23. Oktober 2018            | 24. Oktober 2018                      |
| 40         | 4         | Nokoshita Mono vive (遺したもの vive)            | Zerschlagenes – Vive            | 30. Oktober 2018            | 31. Oktober 2018                      |
| 41         | 5         | Deai, Tomadoi MovE (出会い、とまどい MovE)       | Begegnung, Ratlosigkeit – Move  | 6. November 2018            | 7. November 2018                      |
| 42         | 6         | Kakukakutaru FACE (赫々たる FACE)                | Glorreich – Face                | 13. November 2018           | 14. November 2018                     |
| 43         | 7         | Kizuna proof (紲 proof)                          | Band – Proof                    | 20. November 2018           | 21. November 2018                     |
| 44         | 8         | Mezameta ko incarnation (めざめた子 incarnation) | Das erwachte Kind – Incarnation | 27. November 2018           | 28. November 2018                     |
| 45         | 9         | Kokorooboe Morse (心覚え Morse)                  | Gedächtnis – Morse              | 4. Dezember 2018            | 5. Dezember 2018                      |
| 46         | 10        | Higeki no Hate call (悲劇の果て call)            | Schluss der Tragödie            | 11. Dezember 2018           | 12. Dezember 2018                     |
| 47         | 11        | Kaigō ACT (邂逅 ACT)                             | Act – Zufällige Begegnung       | 18. Dezember 2018           | 19. Dezember 2018                     |
| 48         | 12        | –                                                | Folge 48                        | 25. Dezember 2018           | 26. Dezember 2018                     |

### Bühnenaufführung
Eine Bühnenfassung des Mangas wurde im Juli 2015 in Tokio und Kyoto aufgeführt. Die Hauptrolle des Ken Kaneki übernimmt Yuuki Ogoe. Die Regie stammt von Isamu Kayano und das Skript von Chuji Mikasano.

### Videospiele
Ein Action-Videospiel mit dem Titel Tokyo Ghoul carnaval (jap. 東京喰種 carnaval, Tōkyō Gūru carnaval, dt. „Tokio-Ghul carnaval“) von Bandai Namco Games ist am 6. Februar 2015 in Japan für Android-Geräte und am 9. Februar für iOS erschienen. Der Spieler kann darin sein Team aus einer Anzahl von Ghoulen und Ermittlern zusammenbauen und eine 3D-Karte erkunden.
Ein weiteres Videospiel mit dem Titel Tokyo Ghoul: Jail für die PlayStation Vita befindet sich ebenfalls in Produktion. Das Spiel wird auch von Bandai Namco Games entwickelt und wird als Adventure-RPG und Visual Novel beschrieben. Es soll am 1. Oktober 2015 in Japan erscheinen. In der 18. Ausgabe des japanischen Magazins Weekly Shōnen Jump wurde bekanntgegeben, dass man in dem Spiel den Ghoul Rio spielen wird, eine von Sui Ishida entworfene Figur, die im Manga und im Anime nicht vorkommt. Jedoch tauchen bekannte Charaktere aus der Serie auf und es wurde angedeutet, dass Rio mit Kaneki irgendwie in Verbindung steht. Der Spieler kann die 23 Bezirke von Tokio frei erkunden und sich mit anderen Figuren anfreunden, was das Ende des Spiels beeinflussen kann.
Am 15. November 2019 wurde ein weiteres Spiel namens Tokyo Ghoul:re Call to Exist für Microsoft Windows und Playstation 4 veröffentlicht. Es handelt sich um ein 3D Survival-Action-Adventure, in dem der Spieler die Geschichte des Animes und Mangas selbst erleben kann. Die prägendsten Orte aus dem Anime können nun besucht und erkundet werden. Es gibt eine Auswahl von über 30 Hauptcharakteren, diese unterscheiden sich in Angriffen, Bewegungen und Handlung. Neben der Hauptkampagne gibt es ebenfalls einen Überlebensmodus und einen alternativen Kampagnenmodus, in der man mit seinem selbst erstellten Charakter die Kämpfe bewältigen kann.

### Spielfilme
Im Juni 2016 wurde bekanntgegeben, dass ein Spielfilm im Sommer 2017 erscheinen soll, der auf dem Manga basiert. Kentarō Hagiwara führte bei dem Film Regie. Masataka Kubota übernahm die Rolle des Protagonisten Ken Kaneki und Fumika Shimizu die Rolle der Touka Kirishima. In weitere Rollen waren Yū Aoi als Liz Kamishiro, Nobuyuki Suzuki als Kotaro Amon und Yo Oizumi als Kureo Mado zu sehen. Der Film lief in Deutschland am 27. Februar 2018 an.
Ein Nachfolger mit dem Titel Tokyo Ghoul S soll am 19. Juli 2019 in Japan erscheinen, wobei Maika Yamamoto Fumika Shimizu als Touka Kirishima ersetzt und Shota Matsuda als Shuu Tsukiyama in die Besetzung aufgenommen wird.

## Rezeption
Tokyo Ghoul war 2013 auf Platz 26 der meistverkauften Manga-Serien mit einer geschätzten Verkaufszahl von 1.666.348 Exemplaren. Bis Januar 2014 wurde der Manga etwa 2,6 Millionen Mal verkauft.
2014 war Tokyo Ghoul die viertmeistverkaufte Manga-Serie in Japan mit 6.946.203 verkauften Exemplaren.